# ولادمیر دالاکلیف
ولادیمیر دالاکلیف (انگلیسی: Vladimir Dalakliev؛ متولد ۲۹ ژانویه ۱۹۹۲) یک تکواندوکار بلغاری است که در مسابقات قهرمانی تکواندو جهان ۲۰۱۷، پس از شکست مقابل لی دائه-هون، صاحب مدال برنز شد.